# Agnieszka brandenburska (1584–1629)
Agnieszka (ur. 27 lipca 1584, zm. 16 marca 1629 na zamku w Neuhaus) – margrabianka brandenburska, księżna wołogoska, a następnie sasko-lauenburska, córka elektora brandenburskiego Jana Jerzego, z dynastii Hohenzollernów.
Była czwartym znanym dzieckiem, a drugą córką elektora brandenburskiego Jana Jerzego z jego trzeciego małżeństwa z Elżbietą anhalcką. Została wydana za mąż za swojego rówieśnika księcia wołogoskiego Filipa Juliusza z dynastii Gryfitów (będąc jedną z trzech córek Jana Jerzego wydaną za przedstawiciela tej dynastii). Ślub odbył się 25 czerwca 1604 w Kölln pod Berlinem, a wesele 10 lipca tegoż roku w Wołogoszczy.
Po śmierci swojego pierwszego męża, która nastąpiła 6 lutego 1625, wyszła za mąż powtórnie. Tym razem wybrankiem był Franciszek Karol sasko-lauenburski, a ślub odbył się w Bardo 19 listopada 1628. Po niewiele ponad roku wspólnego pożycia Agnieszka zmarła 16 marca 1629 na zamku w Neuhaus. Pochowana została w Lauenburgu 6 lipca 1629. Franciszek Karol przeżył Agnieszkę o ponad trzydzieści lat i zmarł 20 listopada 1660.
Wygląd księżnej znamy z miedziorytu ją przedstawiającego pochodzącego z 1605, wykonanego na podstawie portretu Andreasa Riehla młodszego, być może w związku ze ślubem z Filipem Juliuszem, który został uwieczniony na bliźniaczych przedstawieniach..